# Paul Feinman
Paul George Feinman (Hempstead, 26 de enero de 1960 - Nueva York, 31 de marzo de 2021) fue un abogado estadounidense que se desempeñó como juez asociado de la Corte de Apelaciones de Nueva York, la corte suprema estatal de Nueva York, desde junio de 2017 hasta marzo de 2021.
Feinman pasó 20 años como juez estatal antes de su ascenso a la Corte de Apelaciones, primero como juez de la Corte Suprema de Nueva York (la corte de primera instancia de jurisdicción general en el Sistema de Tribunales Unificados del Estado de Nueva York), y la Corte Suprema de Nueva York, División de Apelaciones (los tribunales de apelación intermedios en el estado de Nueva York).

## Primeros años
Feinman nació en Hempstead, Nueva York y creció en el seno de una familia judía en Merrick, Nueva York. Su padre era propietario de una pequeña empresa en la ciudad de Nueva York, su madre era contadora y luego empleada del Departamento de Servicios Sociales del Condado de Nassau.
Feinman obtuvo una licenciatura en literatura francesa de la Universidad de Columbia en 1981. Asistió a la Facultad de Derecho de la Universidad de Minnesota con una beca completa.

## Carrera legal
Feinman comenzó su carrera legal como defensor público en la Legal Aid Society, trabajando en el condado de Nassau y luego en la ciudad de Nueva York; En ese momento, los tribunales tenían un expediente penal abarrotado debido a la epidemia de crack.
Luego, Feinman se desempeñó como asistente legal de la jueza Angela Mazzarelli durante siete años y medio, de 1989 a 1996, primero cuando Mazzarelli estaba en el tribunal de primera instancia del estado y luego cuando estaba en la División de Apelaciones del estado. Feinman se involucró en el Colegio de Abogados LGBT y en la política demócrata en los vecindarios de Chelsea y West Village en Manhattan.

## Carrera judicial
En 1996, ganó una elección para el tribunal de la Corte Civil de la ciudad de Nueva York y, en ocasiones, fue juez interino de la Corte Suprema de Nueva York. En 2007, Feinman fue elegido miembro del Tribunal Supremo; en 2012, el gobernador Andrew Cuomo lo elevó a la Corte Suprema de Nueva York, División de Apelaciones, Primer Departamento. Feinman fue miembro de la Asociación de Magistrados de la Corte Suprema del Estado de Nueva York, sirviendo primero como su primer vicepresidente y luego como su presidente. Feinman también se desempeñó como tesorero de la Asociación de Jueces de la Corte Suprema de la Ciudad en Nueva York, y fue presidente de la Asociación Internacional de Jueces LGBT de 2008 a 2011.
En junio de 2017, Cuomo nominó a Feinman al Tribunal de Apelaciones de Nueva York, el tribunal más alto del estado, para el puesto que quedó vacante tras la muerte de Sheila Abdus-Salaam. Fue confirmado por unanimidad por el Senado de Nueva York el mismo mes. Feinman fue la primera persona abiertamente LGBT en servir en el tribunal más alto de Nueva York.
Se consideró que Feinman tenía un enfoque judicial "reflexivo y metódico". El juez David Saxe, que se desempeñó junto a Feinman en el tribunal de la División de Apelaciones, considera a Feinman "un moderado con instintos progresistas".

## Vida personal
Feinman se casó con el editor web Jay Robert Ostergaard en 2013. La pareja vivía en Roosevelt Island.
Feinman era francófilo y fanático de los New York Mets.

### Salud y muerte
Feinman se retiró abruptamente de la Corte de Apelaciones el 23 de marzo de 2021, debido a problemas de salud. Falleció ocho días después, el 31 de marzo, a los 61 años.